# Şabran (stad)
Şabran (ook geschreven als Shabran, vroeger Dəvəçi genaamd) is een stad in Azerbeidzjan en is de hoofdplaats van het district Şabran.
De stad telt 23.300 inwoners (01-01-2012).